# كريستوفر مينيسيز بارانتي
كريستوفر مينيسيز بارانتي (بالإسبانية: Christopher Meneses)‏ (2 مايو 1990 بسان خوسيه في كوستاريكا - ) هو مدرب كرة قدم ولاعب كرة قدم كوستاريكي في مركز الدفاع. شارك مع منتخب كوستاريكا تحت 23 سنة لكرة القدم ومنتخب كوستاريكا لكرة القدم. أما مع النوادي، فقد لعب مع نادي نوركوبنغ ونادي ألاجولينسي.

## وصلات خارجية
- كريستوفر مينيسيز بارانتي على موقع الاتحاد الدولي (مؤرشف)  (الإنجليزية)
- كريستوفر مينيسيز بارانتي على موقع اتحاد السويد (السويدية)
- كريستوفر مينيسيز بارانتي على موقع قاعدة بيانات كرة القدم.إي يو (الإنجليزية)
- كريستوفر مينيسيز بارانتي على موقع ناشيونال فوتبول تيمز (الإنجليزية)
- كريستوفر مينيسيز بارانتي على موقع Soccerway.com (الإنجليزية)
- كريستوفر مينيسيز بارانتي على موقع عالم كرة القدم.نت (الإنجليزية)
- كريستوفر مينيسيز بارانتي على موقع AS.com (الإسبانية)